# Niedersächsische Landesregierung
Die Niedersächsische Landesregierung ist die Regierung des Landes Niedersachsen. Die Landesregierung besteht aus dem Ministerpräsidenten und den Ministern. Die derzeitige Landesregierung amtiert seit dem 8. November 2022 und ist eine Koalitionsregierung auf der Basis einer Vereinbarung zwischen SPD und Grünen. Ministerpräsident ist der aus Wilhelmshaven stammende Olaf Lies. Der Ministerpräsident hat seinen Amtssitz in der Niedersächsischen Staatskanzlei in Hannover, Planckstraße 2.
Nach Artikel 29 der Niedersächsischen Verfassung wird der Ministerpräsident vom Niedersächsischen Landtag in geheimer Abstimmung gewählt. Dieser beruft die Minister. Die Landesregierung bedarf zur Amtsübernahme der Bestätigung durch den Landtag. Nach Artikel 30 entfällt diese Voraussetzung aber, wenn sie nicht binnen 21 Tagen ab Zusammentritt des Landtags oder Rücktritt der Regierung erfüllt wird und der Landtag sich danach nicht auflöst, sondern erneut einen Ministerpräsidenten wählt, wie es 1976 bei der Wahl von Ernst Albrecht geschah. Die Minister dürfen weder einen Beruf ausüben noch dem Bundestag, dem Europäischen Parlament oder den Volksvertretungen anderer Länder angehören. Dem Niedersächsischen Landtag dürfen sie jedoch angehören. Die Rechtsverhältnisse der Mitglieder der Landesregierung sind im Niedersächsischen Ministergesetz geregelt.

## Aufgaben
Die Aufgaben der Landesregierung regelt die Niedersächsische Verfassung im Dritten Abschnitt (Artikel 28 bis 39).
Die Landesregierung ist die Exekutive des Landes Niedersachsen, sie übt die vollziehende Gewalt aus (Artikel 28 Niedersächsische Verfassung). Der Ministerpräsident hat die Richtlinienkompetenz (Artikel 37 Niedersächsische Verfassung: „bestimmt die Richtlinien der Politik“), die Minister leiten innerhalb dieser Richtlinien „ihren Geschäftsbereich selbständig und unter eigener Verantwortung“ (Artikel 37). Den Ministern sind die einzelnen Ministerien und die Landesbehörden ihres Geschäftsbereiches unterstellt. Das Kabinett legt dem Landtag Gesetzentwürfe vor und wirkt über den Bundesrat an der Gesetzgebung des Bundes mit.
Die Arbeit der Landesregierung, der Staatskanzlei und der Ministerien ist der Gemeinsamen Geschäftsordnung der Landesregierung und der Ministerien in Niedersachsen geregelt. Diese Geschäftsordnung bestimmt Aufgaben, Zusammenarbeit, Beteiligung  und Entscheidungsverfahren. Sie enthält einen Katalog der durch Beschluss der Landesregierung zu entscheidenden Angelegenheiten. In ihr ist auch die Vertretung von Ministern geregelt.

## Ministerien und Staatskanzlei
Im aktuell regierenden Kabinett Lies existieren folgende Oberste Landesbehörden:
- Niedersächsische Staatskanzlei
- Niedersächsisches Finanzministerium
- Niedersächsisches Ministerium für Inneres, Sport und Digitalisierung
- Niedersächsisches Justizministerium
- Niedersächsisches Kultusministerium
- Niedersächsisches Ministerium für Ernährung, Landwirtschaft und Verbraucherschutz
- Niedersächsisches Ministerium für Soziales, Arbeit, Gesundheit und Gleichstellung
- Niedersächsisches Ministerium für Wirtschaft, Verkehr und Bauen
- Niedersächsisches Ministerium für Wissenschaft und Kultur
- Niedersächsisches Ministerium für Umwelt, Energie und Klimaschutz

## Listen der Minister
Die folgenden Listen führen die für einzelne Fachbereiche zuständigen Minister seit 1946 auf:
- Liste der Minister für Arbeit
- Liste der Minister für Europa
- Liste der Minister für Finanz
- Liste der Minister für Inneres
- Liste der Minister für Justiz
- Liste der Minister für Kultus
- Liste der Minister für Landwirtschaft
- Liste der Minister für Soziales
- Liste der Minister für Umwelt
- Liste der Minister für Wirtschaft
- Liste der Minister für Wissenschaft

## Liste der Landesregierungen
| Nr. | Kabinett       | Beteiligte Parteien             | Ministerpräsident          | Amtszeit              | Wahlperiode       |
| --- | -------------- | ------------------------------- | -------------------------- | --------------------- | ----------------- |
| 1   | Kopf I         | SPD, CDU, FDP, NLP, KPD         | Hinrich Wilhelm Kopf (SPD) | 25.11.1946–19.04.1947 | Ernannter Landtag |
| 2   | Kopf II        | SPD, CDU, FDP, DP, Zentrum, KPD | Hinrich Wilhelm Kopf (SPD) | 11.06.1947–11.03.1948 | 1.                |
| 3   | Kopf III       | SPD, CDU, Zentrum               | Hinrich Wilhelm Kopf (SPD) | 09.06.1948–12.06.1951 | 1.                |
| 4   | Kopf IV        | SPD, BHE, Zentrum               | Hinrich Wilhelm Kopf (SPD) | 13.06.1951–26.05.1955 | 2.                |
| 5   | Hellwege I     | DP, CDU, GB/BHE, FDP            | Heinrich Hellwege (DP)     | 26.05.1955–19.11.1957 | 3.                |
| 6   | Hellwege II    | DP, SPD, CDU                    | Heinrich Hellwege (DP)     | 19.11.1957–05.05.1959 | 3.                |
| 7   | Kopf V         | SPD, FDP, GB/BHE                | Hinrich Wilhelm Kopf (SPD) | 12.05.1959–21.12.1961 | 4.                |
| 8   | Diederichs I   | SPD, FDP, GB/BHE                | Georg Diederichs (SPD)     | 29.12.1961–12.06.1963 | 4.                |
| 9   | Diederichs II  | SPD, FDP                        | Georg Diederichs (SPD)     | 12.06.1963–13.05.1965 | 5.                |
| 10  | Diederichs III | SPD, CDU                        | Georg Diederichs (SPD)     | 13.05.1965–05.07.1967 | 5.                |
| 11  | Diederichs IV  | SPD, CDU                        | Georg Diederichs (SPD)     | 05.07.1967–08.07.1970 | 6.                |
| 12  | Kubel I        | SPD                             | Alfred Kubel (SPD)         | 08.07.1970–10.07.1974 | 7.                |
| 13  | Kubel II       | SPD, FDP                        | Alfred Kubel (SPD)         | 10.07.1974–15.01.1976 | 8.                |
| 14  | Albrecht I     | CDU                             | Ernst Albrecht (CDU)       | 15.01.1976–19.01.1977 | 8.                |
| 15  | Albrecht II    | CDU, FDP                        | Ernst Albrecht (CDU)       | 19.01.1977–28.06.1978 | 8.                |
| 16  | Albrecht III   | CDU                             | Ernst Albrecht (CDU)       | 28.06.1978–22.06.1982 | 9.                |
| 17  | Albrecht IV    | CDU                             | Ernst Albrecht (CDU)       | 22.06.1982–09.07.1986 | 10.               |
| 18  | Albrecht V     | CDU, FDP                        | Ernst Albrecht (CDU)       | 09.07.1986–21.06.1990 | 11.               |
| 19  | Schröder I     | SPD, Grüne                      | Gerhard Schröder (SPD)     | 21.06.1990–20.06.1994 | 12.               |
| 20  | Schröder II    | SPD                             | Gerhard Schröder (SPD)     | 20.06.1994–30.03.1998 | 13.               |
| 21  | Schröder III   | SPD                             | Gerhard Schröder (SPD)     | 30.03.1998–27.10.1998 | 14.               |
| 22  | Glogowski      | SPD                             | Gerhard Glogowski (SPD)    | 28.10.1998–14.12.1999 | 14.               |
| 23  | Gabriel        | SPD                             | Sigmar Gabriel (SPD)       | 15.12.1999–04.03.2003 | 14.               |
| 24  | Wulff I        | CDU, FDP                        | Christian Wulff (CDU)      | 04.03.2003–26.02.2008 | 15.               |
| 25  | Wulff II       | CDU, FDP                        | Christian Wulff (CDU)      | 26.02.2008–30.06.2010 | 16.               |
| 26  | McAllister     | CDU, FDP                        | David McAllister (CDU)     | 01.07.2010–19.02.2013 | 16.               |
| 27  | Weil I         | SPD, Grüne                      | Stephan Weil (SPD)         | 19.02.2013–22.11.2017 | 17.               |
| 28  | Weil II        | SPD, CDU                        | Stephan Weil (SPD)         | 22.11.2017–08.11.2022 | 18.               |
| 29  | Weil III       | SPD, Grüne                      | Stephan Weil (SPD)         | 08.11.2022–20.05.2025 | 19.               |
| 30  | Lies           | SPD, Grüne                      | Olaf Lies (SPD)            | seit 20.05.2025       | 19.               |

## Besonderheiten

### Ministerium für Bundes- und Europaangelegenheiten
Das Niedersächsisches Ministerium für Bundes- und Europaangelegenheiten wurde 1994 aufgelöst. Die Aufgaben wurden der Staatskanzlei, dem Innenministerium sowie 1996 dem Justizministerium zugeordnet. Im Ergebnis der Landtagswahl 2017 wurde es als Niedersächsisches Ministerium für Bundes- und Europaangelegenheiten und Regionale Entwicklung wieder errichtet. Im Jahr 2020 kritisierte der Landesrechnungshof die Wiedererrichtung des Ministeriums. 2025 wurde das Ministerium wieder aufgelöst; die Zuständigkeitsbereiche wurden der Staatskanzlei übertragen.

### Landeszentrale für politische Bildung
Die Niedersächsische Landeszentrale für politische Bildung  wurde durch einen Kabinettsbeschluss der Niedersächsischen Landesregierung unter Führung des Ministerpräsidenten Christian Wulff zum 31. Dezember 2004 aufgelöst. Dies führte zu erheblichen Protesten, unter anderem auch durch die Bundeszentrale für politische Bildung. Aufgaben der niedersächsischen Landeszentrale für politische Bildung wurden unter anderem durch die Bundesarbeitsgemeinschaft Politische Bildung Online übernommen. Niedersachsen war somit das einzige deutsche Bundesland ohne Landeszentrale für politische Bildung, bis die Landeszentrale am 25. Januar 2017 wieder eingerichtet wurde.